# Niccolò Invidia
Niccolò Invidia, (Varese, 13 de novembro de 1989) é um político italiano e membro da Câmara dos Deputados.

## Biografia
Ele trabalhou para o Rathenau Instituut, o Millennium Project e depois no Parlamento Europeu.
Ativista desde 2012, Invidia é eleito pelo Movimento Cinco Estrelas no Parlamento nas eleições de 2018. Atualmente é líder partidário na Comissão de Trabalho e coordena os intergrupos parlamentares de Espaço e Inovação, na Câmara dos Deputados. Ele também é membro da Assembleia Parlamentar da OSCE.